# Le Fresne, Marne
Le Fresne är en kommun i departementet Marne i regionen Grand Est (tidigare regionen Champagne-Ardenne) i nordöstra Frankrike. Kommunen ligger i kantonen Marson som tillhör arrondissementet Châlons-en-Champagne. År 2022 hade Le Fresne 75 invånare.

## Befolkningsutveckling
Antalet invånare i kommunen Le Fresne
| Referens: INSEE |